# MapReduce
MapReduce (читається «МепРід'юс») — це програмна модель та програмний каркас, що її реалізує, розроблені компанією Google для проведення розподіленої паралельної обробки великих масивів даних з використанням кластерів звичайних недорогих комп'ютерів. Програма MapReduce складається із функції Map(), яка обробляє пари ключ/значення і генерує набір проміжних пар ключ/значення, і функції Reduce(), яка зводить докупи всі проміжні значення пов'язані з одним і тим же проміжним ключем
Термін «MapReduce» означав спочатку тільки власницьку технологію Google, але зараз став загальновживаним і використовується для означення моделі програмування. Бібліотеки MapReduce були створені для різних мов програмування. Однією із найпопулярніших вільних імплементацій є Apache Hadoop.